# Olympische Winterspiele 1948/Bob
Bei den V. Olympischen Winterspielen 1948 in St. Moritz fanden zwei Wettbewerbe im Bobfahren statt. Austragungsort war der Olympia Bobrun, eine Naturbahn mit einer Länge von 1576 m und einem Höhenunterschied von 130 m. Die Teams hatten jeweils vier Läufe zu absolvieren, deren Laufzeiten zu einem Gesamtresultat addiert wurden.

## Bilanz

### Medaillenspiegel
| Platz | Land               | Gold | Silber | Bronze | Gesamt |
| ----- | ------------------ | ---- | ------ | ------ | ------ |
| 1     | Schweiz            | 1    | 1      | –      | 2      |
| 2     | Vereinigte Staaten | 1    | –      | 2      | 3      |
| 3     | Belgien            | –    | 1      | –      | 1      |

### Medaillengewinner
| Konkurrenz | Gold                                                          | Silber                                                           | Bronze                                                      |
| ---------- | ------------------------------------------------------------- | ---------------------------------------------------------------- | ----------------------------------------------------------- |
| Zweierbob  | Felix Endrich, Fritz Waller                                   | Fritz Feierabend, Paul Eberhard                                  | Frederick Fortune, Schuyler Carron                          |
| Viererbob  | Francis Tyler, Patrick Martin, Edward Rimkus, William D’Amico | Max Houben, Alfred Mansveld, Louis-Georges Niels, Jacques Mouvet | James Bickford, Thomas Hicks, Donald Dupree, William Dupree |

## Ergebnisse
(alle Zeiten in min)

### Zweierbob
| Platz | Land | Sportler                                             | 1. Lauf | 2. Lauf | 3. Lauf | 4. Lauf | Gesamt |
| ----- | ---- | ---------------------------------------------------- | ------- | ------- | ------- | ------- | ------ |
| 1     | SUI  | Schweiz II: Felix Endrich, Fritz Waller              | 1:22,4  | 1:22,7  | 1:21,7  | 1:22,4  | 5:29,2 |
| 2     | SUI  | Schweiz I: Fritz Feierabend, Paul Eberhard           | 1:23,7  | 1:24,0  | 1:21,4  | 1:21,3  | 5:30,4 |
| 3     | USA  | USA II: Frederick Fortune, Schuyler Carron           | 1:25,5  | 1:24,1  | 1:22,5  | 1:23,2  | 5:35,3 |
| 4     | BEL  | Belgien I: Max Houben, Jacques Mouvet                | 1:24,4  | 1:24,4  | 1:24,5  | 1:24,2  | 5:37,5 |
| 5     | GBR  | Großbritannien I: William Coles, Pennington Collings | 1:25,2  | 1:24,4  | 1:24,2  | 1:24,1  | 5:37,9 |
| 6     | ITA  | Italien II: Mario Vitali, Dario Poggi                | 1:25,0  | 1:25,0  | 1:23,8  | 1:24,2  | 5:38,0 |
| 7     | NOR  | Norwegen II: Arne Holst, Ivar Johansen               | 1:25,6  | 1:25,0  | 1:23,7  | 1:23,9  | 5:38,2 |
| 8     | ITA  | Italien I: Nino Bibbia, Edilberto Campadese          | 1:25,1  | 1:25,1  | 1:24,0  | 1:24,4  | 5:38,6 |
| 9     | USA  | USA I: Tuffield Latour, Leo Martin                   | 1:24,9  | 1:24,8  | 1:24,1  | 1:25,4  | 5:39,2 |
| 10    | BEL  | Belgien II: Marcel Leclef, Louis-Georges Niels       | 1:26,8  | 1:24,9  | 1:23,6  | 1:24,5  | 5:39,8 |

1. und 2. Lauf: 30. Januar 1948
 3. und 4. Lauf: 31. Januar 1948
16 Bobs am Start, davon 15 in der Wertung.
Der Beginn der Läufe war jeweils mit 13 Uhr angesetzt. Es nahmen insgesamt 16 Teams teil. Großbritannien II stürzte im dritten Lauf und schied aus. Somit kamen 15 Bobs in die Wertung. Von diesen war Argentinien in 5:52,8 der Letzte. Die beiden Schweizer Mannschaften erzielten in den vier Läufen jeweils zwei beste Laufzeiten, wobei Feierabend mit 1:21,30 im letzten Lauf die absolut schnellste Zeit aller Zweier-Piloten erzielte. Im vierten Lauf gingen Endrich/Waller als erste an den Start – ihre 1:22,40 stellten eine langsamere Zeit als in allen anderen Läufern dar, doch Fortune/Carron blieben deutlich dahinter, womit die Goldmedaille für die Schweiz bereits gesichert war.

### Viererbob
| Platz | Land | Sportler                                                                              | 1. Lauf | 2. Lauf | 3. Lauf | 4. Lauf | Gesamt |
| ----- | ---- | ------------------------------------------------------------------------------------- | ------- | ------- | ------- | ------- | ------ |
| 1     | USA  | USA II: Francis Tyler, Patrick Martin, Edward Rimkus, William D’Amico                 | 1:17,1  | 1:19,6  | 1:21,4  | 1:22,0  | 5:20,1 |
| 2     | BEL  | Belgien I: Max Houben, Alfred Mansveld, Louis-Georges Niels, Jacques Mouvet           | 1:17,3  | 1:20,9  | 1:22,0  | 1:21,1  | 5:21,3 |
| 3     | USA  | USA I: James Bickford, Thomas Hicks, Donald Dupree, William Dupree                    | 1:17,4  | 1:20,7  | 1:21,8  | 1:21,6  | 5:21,5 |
| 4     | SUI  | Schweiz I: Fritz Feierabend, Fritz Waller, Felix Endrich, Heinrich Angst              | 1:16,9  | 1:21,2  | 1:22,3  | 1:21,7  | 5:22,1 |
| 5     | NOR  | Norwegen I: Arne Holst, Ivar Johansen, Reidar Berg, Alf Large                         | 1:17,3  | 1:20,8  | 1:21,4  | 1:23,0  | 5:22,5 |
| 6     | ITA  | Italien I: Nino Bibbia, Giancarlo Ronchetti, Edilberto Campadese, Luigi Cavalieri     | 1:18,2  | 1:20,8  | 1:22,1  | 1:21,9  | 5:23,0 |
| 7     | GBR  | Großbritannien I: William Coles, William McLean, Pennington Collings, George Holliday | 1:18,5  | 1:20,9  | 1:22,5  | 1:23,0  | 5:24,9 |
| 8     | SUI  | Schweiz II: Franz Kapus, Werner Spring, Bernhard Schilter, Paul Eberhard              | 1:17,6  | 1:20,8  | 1:22,3  | 1:24,7  | 5:25,5 |
| 9     | FRA  | Frankreich I: René Charlet, Jean Morin, Jacques Descatoire, Amédée Ronzel             | 1:18,9  | 1:22,2  | 1:23,8  | 1:24,5  | 5:29,4 |
| 10    | NOR  | Norwegen II: Bjarne Schrøen, Gunnar Thoresen, Arnold Dyrdahl, Benn John Valsø         | 1:20,0  | 1:22,6  | 1:23,6  | 1:23,5  | 5:29,7 |

1. Lauf: 6. Februar 1948 
 2., 3. und 4. Lauf: 7. Februar 1948
15 Bobs am Start, alle in der Wertung.
Nach dem ersten Lauf führte Schweiz I. Der zweite Lauf musste nach acht von fünfzehn Teams abgebrochen werden, weil die Bahn durch einen Wasserleitungsbruch am „Sunny Corner“ beschädigt wurde. Die bisherigen Zeiten mussten annulliert und der Wettbewerb am folgenden Tag fortgesetzt werden. Auf dem zweiten Platz war USA II vor den zeitgleich drittplatzierten Belgien I und Norweger I zu finden, USA I war Vierter. Für die drei Läufe am 7. Februar gab es bei Schweiz II eine Umstellung, denn Zweier-Silbermedaillist Paul Eberhard hatte einen Steißbeinbruch erlitten; für ihn kam Rolf Spring zum Einsatz.
Wegen des heftigen Schneefalls wurde der Start des zweiten Laufs um vier Stunden verschoben, doch es schneite weiter. Zwar räumte man immer wieder die Bahn, was während des Rennens aber nicht mehr möglich war. Zusätzlich gab es für die Piloten auch teilweise schlechte Sicht. Es stellte sich heraus, dass die Schlitten gegenüber dem Vortag um rund drei Sekunden pro Lauf langsamer waren. Um 13 Uhr wurden vorerst einige Spurbobs abgelassen. USA II hatte einen Vorteil, denn die Piste war noch nicht stark mit Schnee besetzt. Ihre 1:19.6 waren dann auch die Tagesbestzeit. Überraschend gut kam Norwegen I herunter, während Schweiz I um 1,6 Sekunden hinter der Bestzeit blieb. Im vierten Lauf Heat holte Belgien zum allgemeinen Erstaunen mit 0,5 Sekunden Vorsprung die beste Zeit, was noch den Vorstoß auf Silber ermöglichte. USA II fuhr bei seiner „Goldfahrt“ zwar nur die fünftbeste Zeit, doch der Vorsprung war noch groß. Ein Grund für den Rückfall der Schweizer lag in deren geringeren Gewicht. Die beiden amerikanischen und der belgische Schlitten hatten mit ihren 400-kg-Crews die Schneedecke durchgedrückt und das darunter liegende Eis als Fahrfläche benutzen können.